# Брлоцька Дубрава
44°54′ пн. ш. 15°09′ сх. д. / 44.9° пн. ш. 15.15° сх. д.
Брлоцька Дубрава (хорв. Brloška Dubrava) — населений пункт у Хорватії, у Лицько-Сенській жупанії у складі міста Оточаць.

## Населення
Населення за даними перепису 2011 року становило 63 осіб.
Динаміка чисельності населення поселення:

## Клімат
Середня річна температура становить 9,28 °C, середня максимальна – 23,01 °C, а середня мінімальна – -6,75 °C. Середня річна кількість опадів – 1323 мм.
| Клімат поселення                              | Клімат поселення | Клімат поселення | Клімат поселення | Клімат поселення | Клімат поселення | Клімат поселення | Клімат поселення | Клімат поселення | Клімат поселення | Клімат поселення | Клімат поселення | Клімат поселення | Клімат поселення |
| Показник                                      | Січ.             | Лют.             | Бер.             | Квіт.            | Трав.            | Черв.            | Лип.             | Серп.            | Вер.             | Жовт.            | Лист.            | Груд.            |                  |
| Середній максимум, °C                         | 5,73             | 7,50             | 11,00            | 15,11            | 19,39            | 22,98            | 23,01            | 22,80            | 18,63            | 14,04            | 8,72             | 4,37             |                  |
| Середня температура, °C                       | −0,51            | 1,26             | 4,76             | 8,88             | 13,15            | 16,74            | 18,92            | 18,71            | 14,54            | 9,96             | 4,64             | 0,28             |                  |
| Середній мінімум, °C                          | −6,75            | −4,98            | −1,49            | 2,65             | 6,92             | 10,50            | 14,83            | 14,63            | 10,45            | 5,86             | 0,55             | −3,8             |                  |
| Норма опадів, мм                              | 94               | 92               | 96               | 107              | 97               | 101              | 68               | 86               | 133              | 156              | 165              | 128              |                  |
| Середньомісячна швидкість вітру, м/с          | 2.27             | 2.40             | 2.62             | 2.52             | 2.33             | 2.15             | 2.12             | 2.05             | 2.10             | 2.22             | 2.48             | 2.48             |                  |
| Середньомісячна сонячна радіація, кДж/м²·день | 4306             | 7061             | 10484            | 15018            | 19233            | 20870            | 22763            | 19490            | 14210            | 8992             | 4733             | 3613             |                  |
| --------------------------------------------- | ---------------- | ---------------- | ---------------- | ---------------- | ---------------- | ---------------- | ---------------- | ---------------- | ---------------- | ---------------- | ---------------- | ---------------- | ---------------- |
| Джерело:                                      |                  |                  |                  |                  |                  |                  |                  |                  |                  |                  |                  |                  |                  |